# Lord-Howe-Falterfisch

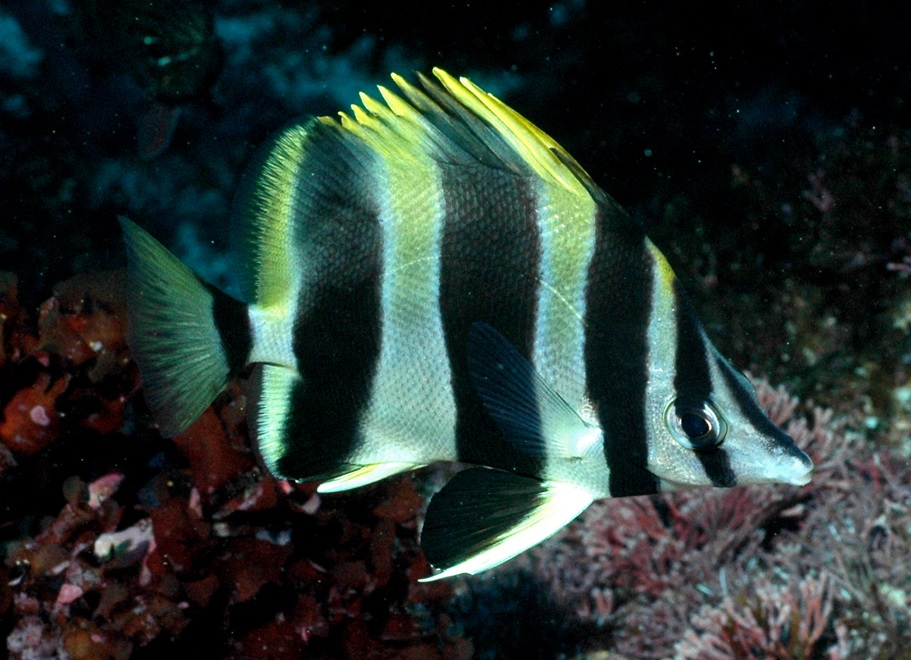
Ein Lord-Howe-Falterfisch bei der australischen Lord-Howe-Insel

Der Lord-Howe-Falterfisch (Amphichaetodon howensis, Syn.: Chaetodon howensis) ist eine Art aus der Familie der Falterfische.

## Merkmale
Der Lord-Howe-Falterfisch erreicht eine maximale Länge von 18 Zentimetern.
Der Fisch hat einen silberfarbenen, hochrückigen und seitlich abgeflachten Körper. Dieser wird von fünf vertikalen, schwarzen Bändern überzogen, die vom Kopf zur Schwanzflosse hin breiter werden. Der obere Teil seines Körpers, einschließlich der Rückenflosse, sowie die Schwanzflosse haben eine gelbliche Färbung. Die Bauchflossen des Lord-Howe-Falterfisches sind, bis auf einen weißen Hartstrahl, schwarz.
- Flossenformel: Dorsale XII/22–23, Anale III/16[1]

## Verbreitung
Der Lord-Howe-Falterfisch ist im südwestlichen Pazifik verbreitet: Von Teilen der australischen Ostküste über die Lord-Howe-Insel, die Norfolkinsel und den neuseeländischen Kermadec-Inseln bis zu den neukaledonischen Chesterfieldinseln. An der australischen Ostküste kommt der Lord-Howe-Falterfisch von der Moreton Bay in Südqueensland bis zur Montague-Insel in New South Wales vor.

## Vorkommen und Verhalten
Der Lord-Howe-Falterfisch hält sich bevorzugt in felsigen Korallenriffen in 10 bis 150 Metern Tiefe auf. Oft sind diese Fische in ungefähr 20 Meter tiefgelegenen Höhlen anzutreffen.
Der Lord-Howe-Falterfisch ernährt sich von kleinen Krustentieren. Juvenile Tiere sind Einzelgänger, während ausgewachsene Lord-Howe-Falterfische auch paarweise anzutreffen sind; zumindest während der Fortpflanzungszeit.

## Gefährdung
Der Lord-Howe-Falterfisch wird gelegentlich für den Aquarienhandel gefangen, was jedoch keine schwerwiegenden Auswirkungen auf die Population zu haben scheint. Die IUCN stuft den Lord-Howe-Falterfisch als nicht gefährdet ein.